# Cuphea leptopoda
Cuphea leptopoda är en fackelblomsväxtart som beskrevs av William Botting Hemsley. Cuphea leptopoda ingår i släktet blossblommor, och familjen fackelblomsväxter. Inga underarter finns listade i Catalogue of Life.